# Wilhelm Heibel
Wilhelm Heibel (* 23. September 1892 in Mainz; † 12. Februar 1984 in Schwäbisch Gmünd) war ein deutscher Politiker (Zentrum, CDU). Von 1950 bis 1952 war er Abgeordneter des Landtags von Württemberg-Baden.

## Leben und Beruf
Heibel erlernte den Beruf des Silberschmieds. Neben seinem Beruf engagierte er sich in seinem Wohnort Schwäbisch Gmünd gewerkschaftlich, so war er Vorsitzender des Katholischen Arbeitervereins und ab 1927 Gewerkschaftssekretär des Christlichen Metallarbeiterverbandes. Im Zuge der Auflösung der Gewerkschaften durch die NS-Behörden im Juni 1933 verlor er diese Ämter jedoch und war dadurch zunächst arbeitslos. Daraufhin eröffnete und betrieb er ein Lebensmittelgeschäft, welches er aber wegen Überschuldung und der Kündigung des Vermieters wieder schließen musste. Ab dem 1. März 1937 war er als Provisionsreisender für eine Zuckerwarengroßhandlung in Schwäbisch Gmünd tätig. Nur wenig später, am 13. März 1937, geriet Heibel aufgrund eines Zwischenrufs auf einer Versammlung der NSDAP in sogenannte „Schutzhaft“ im Konzentrationslager Welzheim, aus welcher er am 1. April entlassen wurde. Aufgrund seiner politischen Einstellung verweigerte das Landratsamt am 21. Februar 1938 die Ausstellung einer Reiselegitimationskarte, wodurch er seine bisherige Tätigkeit aufgeben musste. Im Juni 1938 nahm er eine kaufmännische Tätigkeit bei einer Schmuckwarengroßhandlung auf. Nachdem die Kreisleitung der NSDAP und der Polizeirat großen Druck auf Heibels Arbeitgeber ausübten, verließ dieser im März 1941 Schwäbisch Gmünd und ging nach Köfering, wo er als Verwalter auf Gut Lerchenfeld tätig war. Im November 1943 wurde er in die Organisation Todt einberufen und wurde in den letzten Kriegsjahren in Jugoslawien und Ungarn eingesetzt. Nach dem Krieg kehrte er nach Schwäbisch Gmünd zurück, 1959 ging er in den Ruhestand.

## Politik
Im September 1945 wurde Heibel zum Kreisbeauftragten für das Flüchtlingswesen beim Landratsamt Schwäbisch Gmünd berufen. 1950 wurde Heibel zum Kreisvorsitzenden der CDU berufen. Zu jener Zeit, am 26. April 1950, rückte er für Josef Andre in den Landtag von Württemberg-Baden nach. Bei der Landtagswahl wenige Monate später wurde sein Mandat bestätigt, dieses übte er bis zur Auflösung des Landtags infolge der Gründung des Landes Baden-Württemberg im Mai 1952 aus.

## Ehrungen
- 1965: Bundesverdienstkreuz
- Konrad-Adenauer-Plakette